# 4847 Amenhotep
A 4847 Amenhotep (ideiglenes jelöléssel 6787 P-L) a Naprendszer kisbolygóövében található aszteroida. Cornelis Johannes van Houten,  Ingrid van Houten-Groeneveld,  Tom Gehrels fedezte fel 1960. szeptember 24-én. Az Amenhotep több egyiptomi fáraó neve volt.